# هوهنتهورن
هوهنتهورن (به آلمانی: Hohenthurn) یک منطقهٔ مسکونی در اتریش است که در ناحیه فیلاخ-لاند واقع شده‌است. هوهنتهورن ۸۵۷ نفر جمعیت دارد.